# Engi
Engi (toponimo tedesco) è una frazione di 609 abitanti del comune svizzero di Glarona Sud, nel Canton Glarona.

## Geografia fisica
Il villaggio di Engi si trova a un'altitudine di 812 metri  sulla riva destra del fiume Sernf. Comprende i quartieri di Vorderdorf, Dörfli e Hinterdorf, e si trova lungo e in prossimità della strada tra Schwanden ed Elm. Il villaggio di Schwanden si trova a valle e a ovest, mentre il villaggio di Matt si trova a monte e a sud.
Engi ha una superficie, come definita dai precedenti confini comunali nel 2006, di 40,7 km²  che copre un'area considerevole su entrambe le sponde del fiume. Quest'area si estende fino alle vette del Gufelstock (2436 metri), del Bützistock (2496 metri), del Magerrain (2524 metri) e del Gulderstock (2511 metri) a est, e del Gandstock (2315 metri) a ovest. Di questa superficie, il 38,1% è utilizzato per scopi agricoli, mentre il 36,1% è coperto da foreste. Del resto del territorio, l'1,2% è abitato (edifici o strade) e il resto (24,6%) è improduttivo (fiumi, ghiacciai o montagne).

## Storia
Engi viene menzionata per la prima volta nel 1350 come ze engi.

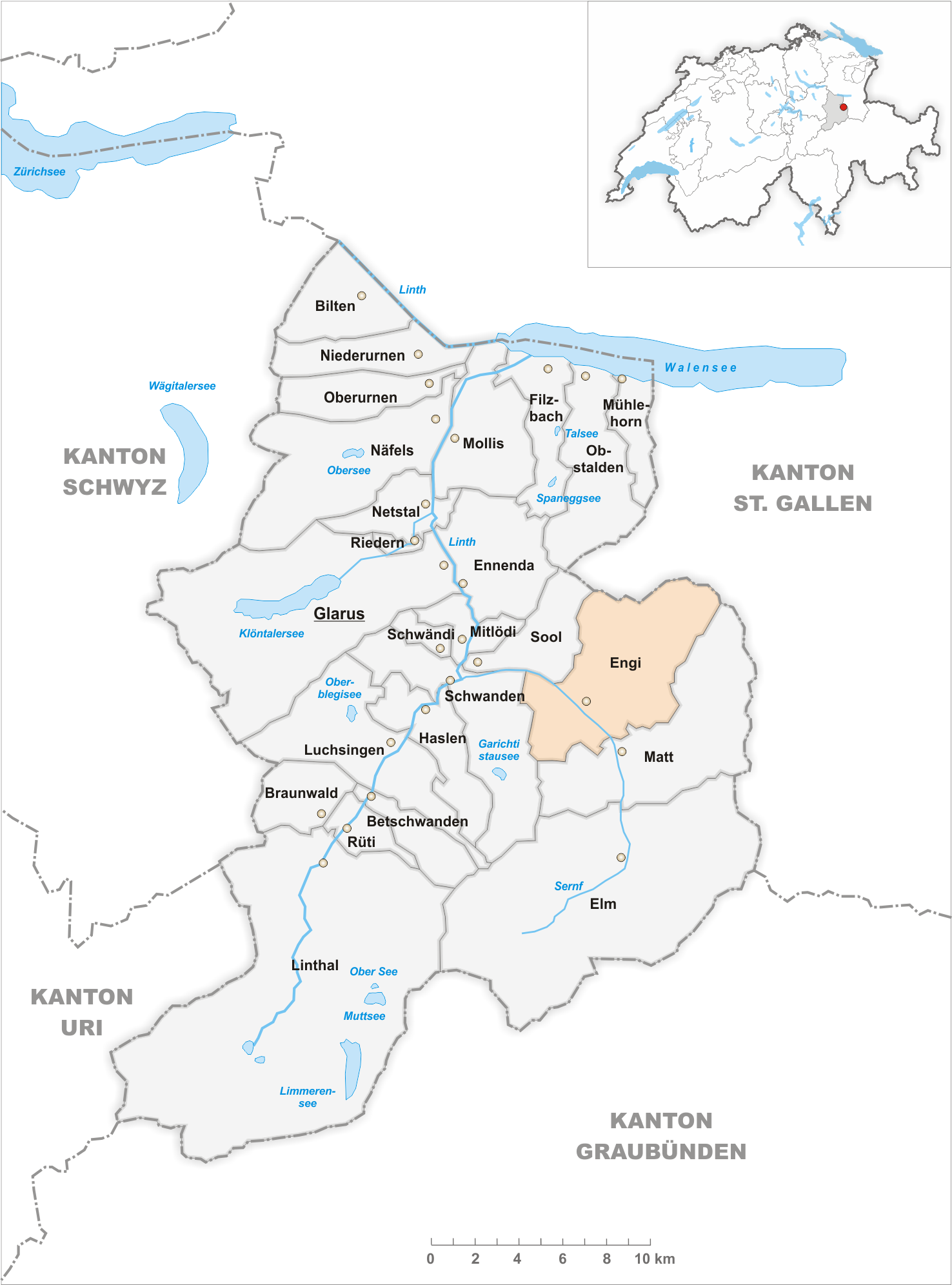
Il territorio del comune di Engi prima degli accorpamenti comunali del 2011

Dal XVI secolo, l'estrazione dell'ardesia si svolse sul Landesplattenberg, che domina la riva sinistra del fiume Sernf, fornendo ardesie per tetti, pavimenti e stufe, e in seguito per l'uso nelle scuole. Dal 1602 il commercio fu sufficiente a sostenere una tassa sulle esportazioni e le esportazioni verso l'Europa settentrionale e occidentale raggiunsero il picco nel XVII secolo. L'attività diminuì negli anni successivi, prima di riprendere con la costruzione della prima strada che risaliva la valle nel 1826. Nel 1840, quasi duecento operai lavoravano nella miniera, che fu abbandonata nel 1961 ma è ora conservata come attrazione turistica.
Le ardesie di Engi del primo Oligocene restituiscono numerosi fossili, tra cui squali, pesci ossei, tartarughe e uccelli. Questi fossili furono menzionati già all'inizio del XVIII secolo e divennero famosi in tutta Europa.
Già comune autonomo che si estendeva per 40,7 km² e che comprendeva anche le frazioni di Dörfli, Hinterdorf e Vorderdorf, il 1º gennaio 2011 è stato accorpato agli altri comuni soppressi di Betschwanden, Braunwald, Elm, Haslen, Linthal, Luchsingen, Matt, Mitlödi, Rüti, Schwanden, Schwändi e Sool per formare il nuovo comune di Glarona Sud.

## Monumenti e luoghi d'interesse
- Cappella cattolica, eretta nel 1984[1].

## Società

### Evoluzione demografica
L'evoluzione demografica è riportata nella seguente tabella:
Abitanti censiti

## Amministrazione
Ogni famiglia originaria del luogo fa parte del comune patriziale che ha la responsabilità della manutenzione di ogni bene comune.